# Bårse
Bårse er en lille by på Sydsjælland med 495 indbyggere  (2024). Bårse er beliggende i Bårse Sogn ved Sydmotorvejen seks kilometer vest for Præstø, 14 kilometer nord for Vordingborg og 18 kilometer sydøst for Næstved. Byen tilhører Vordingborg Kommune og er beliggende i Region Sjælland.
Bårse Kirke ligger i byen.

## Historie
Bårse landsby omfattede i 1682 30 gårde og 8 huse uden jord. Det samlede dyrkede areal udgjorde 714,1 tønder land skyldsat til 168,32 tønder hartkorn. Dyrkningsformen var trevangsbrug.